# Spansk tandkarp
Spansk tandkarp, även kallad spansk killi (Aphanius iberus), är en art av fiskar bland de äggläggande tandkarparna i familjen Cyprinodontidae som finns sällsynt i sydöstra Spanien.

## Utseende
Spansk tandkarp är en liten fisk med tydlig könsdimorfism: Hanen, som är minst, har flera smala, siverfärgade till blåaktiga tvärband längs kroppen, ljusblå kant på ryggfenan och mörka tvärband på stjärtfenan. Honan, som är större, har flera smä, mörka fläckar i rader längs sidorna. Hanen kan bli 4,5 cm lång, honan 6 cm.

## Utbredning
Arten finns i sydöstra Spanien nära medelhavskusten. En population i nordvästra Algeriet misstänks vara en separat art.

## Ekologi
Spansk tandkarp lever i söt- och brackvatten som träsk, laguner, saltängar och flodmynningar. Arten är härdig, med små krav på syrehalt och temperatur. Födan består huvudsakligen av mygglarver, hinnkräftor (som exempelvis släktet Daphnia) och små snäckor. Den kan även ta växtmaterial. Arten är kortlivad; de flesta individer blir inte mycket äldre än två år; honorna tenderar att leva längre än hanarna.

### Fortplantning
Den spanska tandkarpen blir könsmogen vid en ålder mellan 3 och 6 månader. Leken sker mellan april och september, då honan kan lägga omkring 200 ägg, som klibbar fast vid växtlighet i vattnet och kläcks efter ungefär 2 veckor.

## Spansk tandkarp och människan

### Status och hot
Arten är klassificerad som starkt hotad ("EN", underklassifiering "A2ce") av Internationella naturvårdsunionen (IUCN) och populationen minskar snabbt. På 10 år (1996–2006) har den minskat med 50 procent. De främsta orsakerna är vattenföroreningar och andra inplanterade arter av fisk, men torka och habitatförlust spelar också in.

### Kommersiell användning
Arten är en populär akvariefisk som anses lättskött. Den tål dock inte surt vatten, medan temperaturkraven är mycket små; den accepterar från 2° till 30° C. Den behöver dessutom ha levande foder som Daphnia och Artemia under vår och sommar i samband med parningen. Det är också bra om den har tillgång till algföda. På grund av sin aggressivitet bör den endast hållas med andra fiskar av samma art.